# Herbert Wemelka
Herbert Wemelka (* 10. Februar 1928 in Wicklitz, Nordböhmen; † 11. August 2009 in Hainburg) war ein deutscher Politiker der CDU. Er war zunächst von 1970 bis 1977 Bürgermeister von Klein-Krotzenburg und anschließend bis 2001 Erster Bürgermeister der Gemeinde Hainburg im hessischen Landkreis Offenbach.

## Leben
Wemelka kam nach dem Ende des Zweiten Weltkriegs als Flüchtling aus dem Sudetenland nach Klein-Krotzenburg, wo er zunächst als Zivilangestellter für die Streitkräfte der Vereinigten Staaten in Hanau-Wolfgang 24 Jahre lang im kaufmännischen Bereich tätig war. 1964 wurde er ehrenamtlicher Erster Beigeordneter der Gemeinde Klein-Krotzenburg, zu deren Bürgermeister er 1970 gewählt wurde. Im Zuge der Gebietsreform und der damit verbundenen Eingemeindung von Klein-Krotzenburg in die neue Großgemeinde Hainburg 1977 wurde er deren Erster Bürgermeister. Nach vier Amtsperioden trat er 1992 sein Amt ab, als Ortsgerichtsvorsteher und Schiedsmann war er bis Ende 2001 insgesamt über 30 Jahre tätig.
Wemelka war daneben Mitglied in zahlreichen Vereinen und übte verschiedene Ehrenämter aus, so war er unter anderem von 1972 bis zu seinem Tode Vorstandsvorsitzender der Gemeinnützigen Baugenossenschaft Klein-Krotzenburg und Ehrenmitglied der Freiwilligen Feuerwehr Hainstadt. Er wurde unter anderem mit der Dr.-Johann-Christian-Eberle-Medaille in Gold, dem Brandschutzehrenzeichen des Landes Hessen am Bande in Gold, dem Goldenen Feuerwehr-Ehrenkreuz sowie 1988 mit dem Bundesverdienstkreuz ausgezeichnet und zum Ehrenbürgermeister von Hainburg ernannt.